# Dylan Tichenor
Dylan Tichenor (* Juni 1968) ist ein US-amerikanischer Filmeditor. Für seine Arbeit an Brokeback Mountain (2005) wurde er mit einem Satellite Award ausgezeichnet. Tichenor hat mehrfach mit dem Regisseur Paul Thomas Anderson zusammengearbeitet.

## Leben
Dylan Tichenor begann schon früh, mit seinem Vater Filme zu sehen und mit Schmalfilmmaterial umzugehen. 1986 machte er an der Philadelphia's Central High School in Philadelphia, Pennsylvania seinen Schulabschluss.
Tichenor begann seine Tätigkeit im Filmgeschäft 1991 mit der Mitarbeit bei Stadt der Hoffnung von John Sayles. Im Anschluss arbeitete er über einen Zeitraum von fünf Jahren vor allem als Assistent der Filmeditorin Geraldine Peroni, von der er schneiden lernte. Peroni gehörte zum Stammpersonal von Regisseur Robert Altman. Zu den Filmen, an denen Tichenor unter ihr mitarbeitete gehören u. a. The Player (1992) und Short Cuts (1994). Tichenor schätzte an Robert Altman vor allem, dass er keine Scheu hatte, auch unerfahrenen, aber motivierten Talenten eine Chance bei der Produktion eines Films zu geben.
Von 1995 an arbeitete Tichenor als eigenverantwortlicher Editor. Nach kleineren Aufträgen war 1997 der Schnitt von Boogie Nights Tichenors erste größere, eigenständige Arbeit für die Kinoleinwand. Für diesen Filmschnitt erhielt er einen Satellite Award. Mit dem Regisseur Paul Thomas Anderson hatte Tichenor zuvor schon an dessen Erstling Last Exit Reno (ebenfalls 1997) als Koordinator der Nachbearbeitung zusammengearbeitet. Bei Magnolia (1999), dem nächsten Film von Anderson, fungierte Tichenor nicht nur als Editor, sondern auch als Koproduzent. Neben einigen Musikvideos erstreckt sich die bisherige Kollaboration der beiden bis zum Erfolgsfilm There Will Be Blood von 2007. Tichenors Schnitt dieses von der Kritik als erstklassig, aber auch sperrig eingeschätzten Films wurde 2008 für einen Oscar nominiert.
Tichenors ersten großen Erfolg konnte er allerdings schon 2005 als Ko-Editor der Cowboy-Romanze Brokeback Mountain von Ang Lee verbuchen. Der Anlass seiner Beteiligung an dem Projekt war traurig: Seine Mentorin Geraldine Peroni hatte den Schnitt des Films schon begonnen, als sie 2004 plötzlich Suizid beging. Tichenor übernahm ihren Platz in der Filmproduktion. Nach eigenen Angaben bemühte er sich, möglichst nahtlos an Peronis Arbeit anzuschließen und empfand das getreue Fortführen ihrer Arbeit als einen wertvollen Prozess des Tributs an sie.
Dylan Tichenor ist Mitglied der American Cinema Editors (A.C.E.), der Vereinigung der US-amerikanischen Editoren. Seit 2008 ist Tichenor außerdem Mitglied der Academy of Motion Picture Arts and Sciences (AMPAS), die vor allem für die jährliche Verleihung der Academy Awards oder Oscars bekannt ist.

## Arbeitsstil
Dylan Tichenor sagt, er schätze es, wenn Filmemacher (so wie z. B. Robert Altman, Ang Lee und auch Paul Thomas Anderson) Geschichten erzählen können. Dies sieht er im Gegensatz zu einer eher effektheischenden Ästhetik, bei der eine Einstellung nur um des momentanen Effekts auf die Zuschauer  gewählt wird. Mit der Fähigkeit, Geschichten zu erzählen, verbindet Tichenor die Fähigkeit des Regisseurs, einen klaren Standpunkt im Film einzunehmen, um einen kontinuierlichen Blickwinkel und damit eine Erzählweise der Geschichte aufrechtzuerhalten. Dementsprechend sucht Tichenor beim Schnitt des Films eigenen Angaben zufolge eher nach „wahren Momenten“, in denen die Dinge zusammenkommen und die Ideen des Films ihre Resonanz finden.

## Filmografie (Auswahl)
- 1997: Boogie Nights
- 1998: Hurlyburly
- 1999: Magnolia
- 2000: Unbreakable – Unzerbrechlich (Unbreakable)
- 2001: Die Royal Tenenbaums (The Royal Tenenbaums)
- 2003: Cold Creek Manor – Das Haus am Fluss (Cold Creek Manor)
- 2005: Brokeback Mountain
- 2007: Die Ermordung des Jesse James durch den Feigling Robert Ford (The Assassination of Jesse James by the Coward Robert Ford)
- 2007: There Will Be Blood
- 2008: Glaubensfrage (Doubt)
- 2009: Roller Girl (Whip It)
- 2010: The Town – Stadt ohne Gnade (The Town)
- 2012: Lawless – Die Gesetzlosen (Lawless)
- 2012: Zero Dark Thirty
- 2015: Kind 44 (Child 44)
- 2016: Triple 9
- 2017: Barry Seal: Only in America (American Made)
- 2017: Stronger
- 2017: Der seidene Faden (Phantom Thread)
- 2021: Antlers
- 2021: Eternals
- 2022: Der denkwürdige Fall des Mr Poe (The Pale Blue Eye)

## Auszeichnungen und Nominierungen (Auswahl)
Academy Awards (Oscar)
- 2008 Nominierung Bester Schnitt: There Will Be Blood

British Academy Film Awards
- 2006 Nominierung Bester Filmschnitt: Brokeback Mountain, zusammen mit Geraldine Peroni

Satellite Awards
- 2005 Auszeichnung Bester Filmschnitt: Brokeback Mountain, zusammen mit Geraldine Peroni